# Lago Villarrica

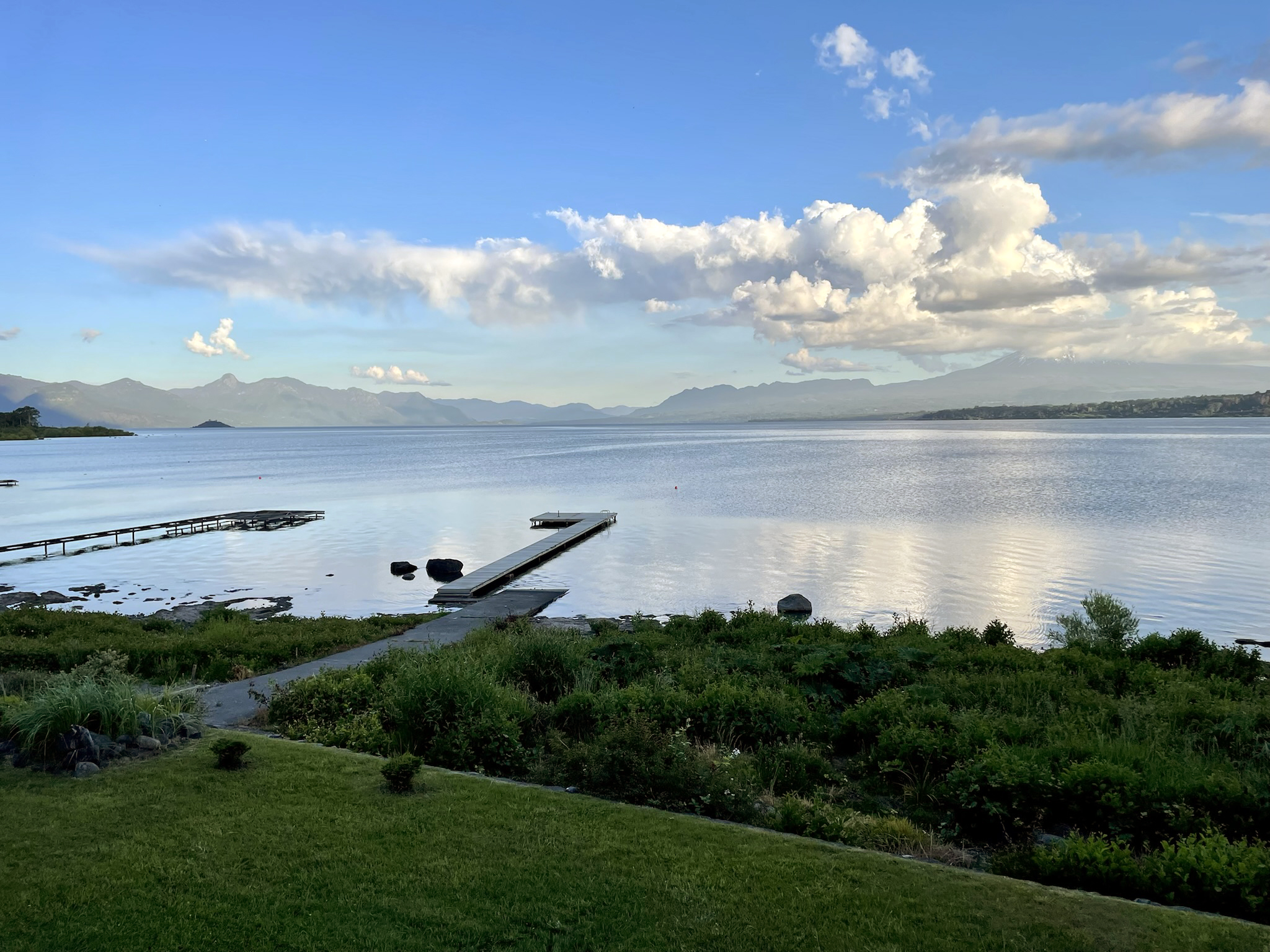
Vista al lago Villarrica

El lago Villarrica está ubicado al sureste de la provincia de Cautín, al norte del volcán Villarrica, en la región de la Araucanía, Chile. A poniente se ubica la ciudad homónima y a oriente la de Pucón. Pertenece a la cuenca del río Toltén.

## Ubicación y descripción
En el lago Villarrica la temperatura  alcanza un rango de 19° a 30° en verano, lo que permite practicar diversos deportes. En invierno fluctúa entre 9° y 10°, lo que facilita la evacuación y limpieza de sus aguas. Sin embargo en los últimos registros invernales de temperatura, han registrado entre 13° y 15° durante los meses de junio, julio y agosto, lo que da clara señal del progresivo cambio climático en la zona.
Tiene una extensión de 176 km² y forma elíptica, cuyo eje mayor alcanza los 23 km y el menor los 11 km.
Como la mayoría de los lagos del sur de Chile, debe su origen al represamiento ejercido por una morrena terminal de la última glaciación. Su alimentación principal le llega a través del río Pucón, que resulta de la confluencia de los ríos Liucura y Trancura, los que nacen en la cordillera al oriente del lago.
El lago posee una única isla, deshabitada, llamada Aillaquillén, de unos 300 metros de diámetro en su parte más extensa. Su isla se encuentra representada como patrimonio histórico en el escudo de la ciudad de Villarrica, y se ubica a 3,5 kilómetros del punto de costa más cercano y a 7,2 kilómetros del puente de entrada a la ciudad de Villarrica, punto de portada turístico.

## Historia
Fue llamado Mallolafquén en mapudungun.
Luis Risopatrón lo describe en su Diccionario Geográfico de Chile de 1924:
Villarrica (Lago de). 39° 15' 72° 05' Tiene 170 km de superficie, presenta márjenes que se tienden en pequeños valles i laderas boscosas susceptibles de fáciles cultivos i se encuentra a 230de altitud; recibe por el E el rio Pucon o Minetue i da nacimiento por el W al rio Tolten. Era conocido de los indíjenas con el nombre de Mallalauquen o Mallolavquen. 1, v, p. 175; 120, p. 55; 134; i 156; Villa Rica en 62, i, p. 91; 65, p. 273; i 155, p. S83; Malla-bauquen en 3, iii, p. 36 (Alcedo, 17S7); i de Mallo-lauquen en 155, p. 419.

## Población, economía y ecología

### Práctica de deportes
En él se desarrolla una gran cantidad de deportes acuáticos. Destacan vela (deporte), kayak, pesca deportiva, natación y esquí acuático.

### Navegación
Las embarcaciones menores como lanchas, veleros, botes a remo, kayak y otras tienen su paraíso en este lago. Es posible también navegar en embarcaciones turísticas, tanto en la ciudad de Pucón como en la ciudad de Villarrica.

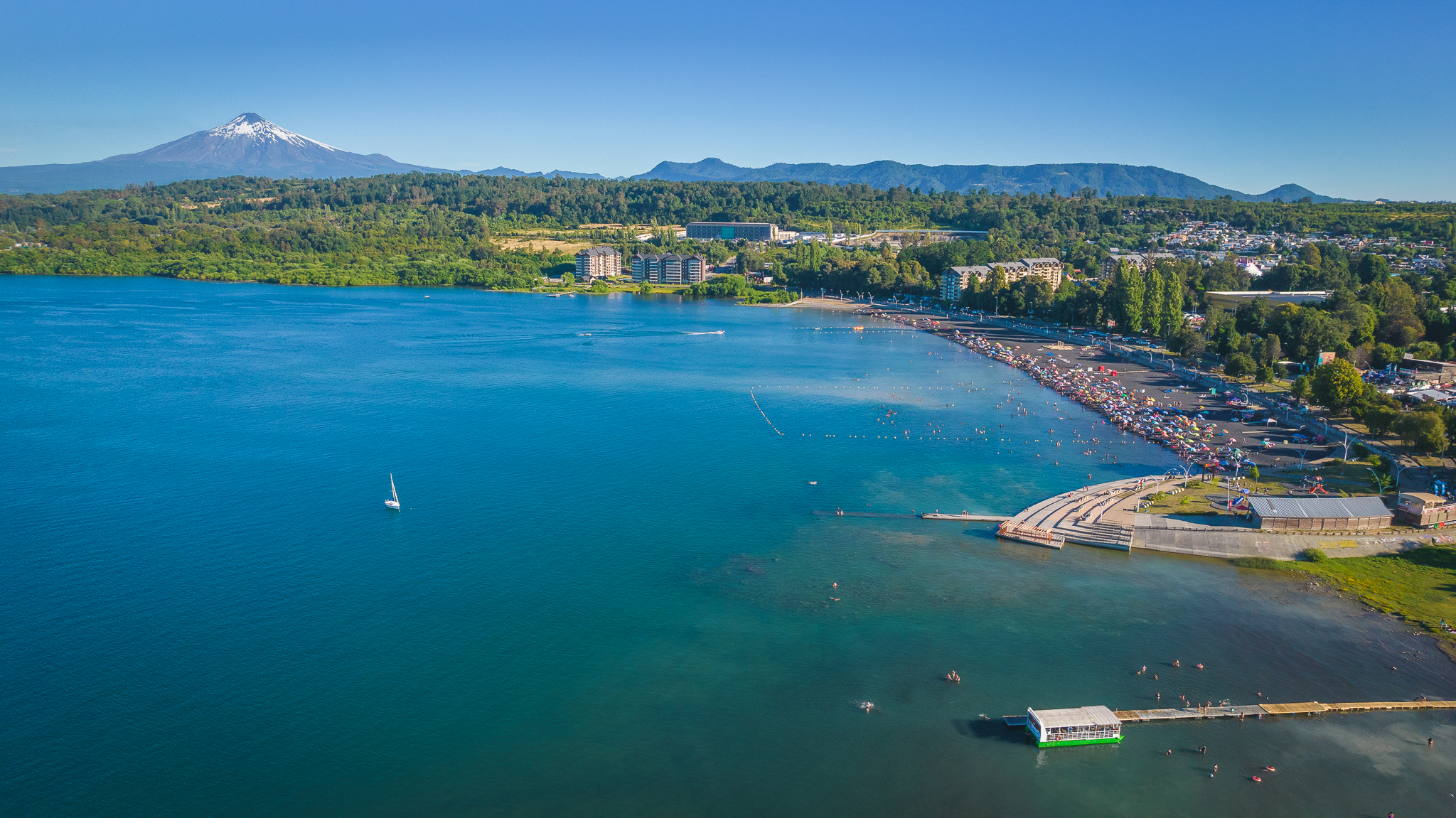
Lago Villarrica sector playa Pucará 10 de enero de 2022.

### Estado trófico
La eutrofización es el envejecimiento natural de cuerpos lacustres (lagos, lagunas, embalses, pantanos, humedales, etc.) como resultado de la acumulación gradual de nutrientes, un incremento de la productividad biológica y la acumulación paulatina de sedimentos provenientes de su cuenca de drenaje.: 4  Su avance es dependiente del flujo de nutrientes, de las dimensiones y forma del cuerpo lacustre y del tiempo de permanencia del agua en el mismo.: 24  En estado natural la eutrofización es lenta (a escala de milenios), pero por causas relacionadas con el mal uso del suelo, el incremento de la erosión y por la descarga de aguas servidas domésticas entre otras, puede verse acelerado a escala temporal de décadas o menos.: 4  Los elementos más característicos del estado trófico son fósforo, nitrógeno, DBO5 y clorofila y la propiedad turbiedad. Una medición objetiva y frecuente de estos es necesaria para la aplicación de políticas de protección del medio ambiente. 
La clasificación trófica nombra la concentración de esos objetos bajo observación (de menor a mayor concentración): ultraoligotrófico, oligotrófico, mesotrófico, eutrófico, hipereutrófico. Ese es el estado trófico del elemento en el cuerpo de agua. Los estados hipereutrófico y eutrófico son estados no deseados en el ecosistema, debido a que los bienes y servicios que nos brinda el agua (bebida, recreación, entre otros) son más compatibles con lagos de características ultraoligotróficas, oligotróficas o mesotróficas.: 14 
Según un informe de la Dirección General de Aguas de 2018, la evaluación actual del estado trófico del lago presenta una condición oligotrófica para el elemento clorofila a.: 24 

### Normas secundarias de calidad ambiental para la protección de las aguas continentales superficiales del lago
El Ministerio del Medio Ambiente de Chile, en cumplimiento de las obligaciones que le impone la Ley Sobre Bases Generales del Medio Ambiente, estableció las normas secundarias de calidad ambiental (en adelante NSCA) para el lago Villarrica.
El texto de la ley promulgada el 27 de mayo de 2013, con los límites exigidos, lugares y frecuencias de medición, etc., puede ser vista en línea desde NSCA para el lago Villarrica.
La promulgación de estas normas para la cuenca constituye la culminación de un largo proceso en que inciden aspectos legales, comunitarios, económicos, ecológicos, de infraestructura y científicos. La metodología usada, para el caso de la cuenca del río Huasco, puede ser vista en Norma Secundaria de Calidad Ambiental para las aguas superficiales de la cuenca del río Huasco.